# Moacir Zimmermann
Moacir Zimmermann, född 30 december 1983, är en friidrottare från Brasilien. Han deltog vid olympiska sommarspelen 2016.